# 차노아
차노아(법적 이름: 조상원, 1988년 5월~)는 대한민국의 전직 리그 오브 레전드 프로게이머로 활동 당시 아이디는 Livy와 NoA였다. 현역 시절 포지션은 서포터였다. 배우 차승원의 의붓아들로 알려져 있다.

## 선수 경력
2008년 프로게이머로 처음 입문했다. 차노아는 처음에는 Livy라는 아이디로 시작했지만 훗날 NoA로 아이디를 바꾸었다. 
이후 2012년 10월부터 LG-IM 소속으로 활동하기 시작했다. LG-IM 소속으로 월드 e스포츠 마스터즈 2012 4위, 용쟁호투 2012 4위 등의 성적을 거두었다. 

## 사건사고
2013년 3월말 대마초 흡연 혐의로 체포되었다. 그 해 10월 1일 징역 10개월이 구형되었고 17일 징역 6개월에 집행 유예 2년을 선고받았다.
8월에는 미성년자 성폭행 혐의로 피해 여성으로부터 고소를 당했다. 하지만 12월 31일 피해 여성의 고소취하로 인해 무혐의 처분되었다.
2014년에는 차노아가의 친부가 나타나 차노아가 사실은 차승원의 친자가 아니라는 사실이 드러나기도 했다.